# Squish 'em
Squish 'em è un videogioco pubblicato nel 1983 per Atari 8-bit, ColecoVision, Commodore 64, Commodore VIC-20 e MSX.
La versione per ColecoVision è intitolata Squish 'em Featuring Sam o Squish 'em Sam, identificando probabilmente il protagonista in quello del precedente gioco Sewer Sam, ed è dotata di voce digitalizzata.
Una versione amatoriale in cartuccia homebrew è stata realizzata molti anni dopo anche per Atari 2600.

## Modalità di gioco
Il personaggio controllato dal giocatore deve arrampicarsi sulle travature di un grattacielo in costruzione di 48 piani, allo scopo di raggiungere la cima, dove lo attende una valigia di denaro. Può muoversi orizzontalmente appendendosi con le mani alle travi orizzontali, che si estendono sempre lungo tutto il piano, oppure salire da un piano all'altro lungo le travi verticali, presenti solo in alcuni punti, diversi in ogni piano; scendere non è possibile.
Su ogni piano è presente una creatura mostruosa che si muove orizzontalmente e se tocca il protagonista lo fa precipitare perdendo una vita. Come unica arma, il protagonista può sollevare per un istante le gambe e riabbassarle, spiaccicando la creatura con i piedi (Squish 'em significa "schiacciali" in inglese). La stessa mossa può anche essere usata in velocità per scavalcare la creatura. Un mostro spiaccicato resta in questo stato solo per qualche secondo, poi ritorna attivo, di colore bianco, e non può più essere schiacciato.
Un altro pericolo che appare più avanti sono oggetti pesanti, come mattoni o martelli, che cadono dall'alto. Arrivano a intervalli di tempo regolari, sempre nel punto in cui si trova il protagonista, che può soltanto schivarli.
Ogni grattacielo è costituito da più livelli di gioco e al termine di un grattacielo si ricomincia con un altro. Il passaggio da un livello all'altro avviene senza interruzioni, cambia soltanto il colore del palazzo e il tipo di creature. Queste differiscono per altezza, velocità, tipo di movimento (possono spostarsi in modo regolare, casuale o inseguire il giocatore), tempo di ripresa dallo schiacciamento. Anche gli oggetti in caduta diventano sempre più rapidi e frequenti.